# Nekrolog 3. Quartal 1933
Nekrolog
◄◄
| ◄
| 1929
| 1930
| 1931
| 1932
| 1933 | 1934 | 1935 | 1936 | 1937 | ► | ►►
1. Quartal |
2. Quartal |
3. Quartal |
4. Quartal 1933
Weitere Ereignisse | Allgemeiner Nekrolog 1933
Die Beschreibung der verstorbenen Person sollte so kurz wie möglich gehalten sein und nur deren signifikante Tätigkeit(en) enthalten.
Neue Namen ggf. auch unter dem Geburts- und Sterbedatum, also etwa unter 1. Januar und im Geburts- und Sterbejahr (2024) eintragen (nur bei entsprechender großer Wichtigkeit). Für Beispiele siehe die schon vorhandenen Artikel.
Außerdem über die fünf zuletzt Verstorbenen, zu denen es einen ausreichend guten Artikel für eine Präsentation auf der Hauptseite gibt, nach der todesbedingten Überarbeitung der Artikel ggf. auch unter Wikipedia Diskussion:Hauptseite informieren und sie am besten auch in den anderen Wikipedia-Sprachversionen eintragen. Tipp: Regelmäßig bei news.google.de nach „ist tot“, „gestorben“ oder „verstorben“ suchen.
Wenn eine Person gestorben ist, gibt es viele Seiten zu dieser Person in der Wikipedia, die davon auch betroffen sind und entsprechend aktualisiert werden müssen. Beispiele: Namenübersichtsseite, Geburtsjahr, Geburtsort-Seiten und viele mehr.
Wie finde ich die betroffenen Seiten?
Im Suchfeld auf der linken Seite gibt man den Suchbegriff so ein: „Vorname Nachname“. Dann klickt man auf Volltext und alle Seiten mit entsprechendem Suchtext werden aufgerufen. Hier sieht man dann schnell, wo auch das Todesjahr Sinn macht oder sogar ein Teil des Artikels angepasst werden muss. Auch hilft das „Werkzeug“ auf der linken Seite sehr gut, um solche Seiten aufzufinden: „Links auf diese Seite“. Somit ist die Wikipedia wieder aktuell in allen Bereichen! Hinweis: bei Eintragung der Kategorie „Gestorben JAHR“ wird der Missbrauchsfilter 49 ausgelöst, was jedoch nicht schlimm ist. Siehe: Spezial:Missbrauchsfilter/49
Dies ist eine Liste von im dritten Quartal 1933 verstorbenen bekannten Persönlichkeiten. Die Einträge erfolgen innerhalb der einzelnen Daten alphabetisch sortiert. Tiere sind im Nekrolog für Tiere zu finden.

## Juli
| Tag      | Name                               | Beruf, bekannt als                                                                              | Alter | Beleg                             |
| -------- | ---------------------------------- | ----------------------------------------------------------------------------------------------- | ----- | --------------------------------- |
| 1. Juli  | Ida Baier                          | österreichische Opernsängerin (Alt)                                                             | 70    |                                   |
| 1. Juli  | Hermann Basse                      | deutscher Politiker (USPD, SPD)                                                                 | 50    |                                   |
| 1. Juli  | Siegfried Herwig                   | deutscher Oberst                                                                                | 62    |                                   |
| 1. Juli  | Walter Möhring                     | deutscher Zeichenlehrer                                                                         |       |                                   |
| 1. Juli  | Anton Schiestl                     | österreichischer Fotograf und Sammler                                                           | 60    |                                   |
| 2. Juli  | Ferran Agulló i Vidal              | katalanischer Dichter und Journalist                                                            | 69    |                                   |
| 2. Juli  | Heinrich Baak                      | deutscher Bildhauer                                                                             | 46    |                                   |
| 2. Juli  | Franz Wehrstedt                    | deutscher Kommunist und NS-Opfer                                                                | 34    |                                   |
| 2. Juli  | Yamamoto Shunkyo                   | japanischer Maler                                                                               | 60    |                                   |
| 3. Juli  | Theodor Glocke                     | deutscher sozialdemokratischer Verleger und Berliner Stadtverordneter                           | 73    |                                   |
| 3. Juli  | Hilde Holovsky                     | österreichische Eiskunstläuferin                                                                | 16    |                                   |
| 3. Juli  | Franz Patzer                       | deutscher Landwirt und Politiker                                                                | 78    |                                   |
| 3. Juli  | Franz Wilhelm Seiwert              | deutscher Maler und Bildhauer                                                                   | 39    |                                   |
| 3. Juli  | Hipólito Yrigoyen                  | argentinischer Politiker, zweimaliger Präsident                                                 | 80    |                                   |
| 4. Juli  | Clemens August Ostman von der Leye | deutscher Landrat und Gutsbesitzer                                                              | 71    |                                   |
| 5. Juli  | Helmuth Borck                      | deutscher Mediziner, Gutsbesitzer und mecklenburgischer Agrarfunktionär                         | 70    |                                   |
| 5. Juli  | Charles N. Haskell                 | US-amerikanischer Unternehmer und Politiker                                                     | 73    |                                   |
| 5. Juli  | Charles Sumner Warren              | kanadischer Orgelbauer                                                                          | 90    |                                   |
| 5. Juli  | Franz Wieber                       | deutscher Gewerkschaftsführer und Politiker (Zentrum), MdR                                      | 75    |                                   |
| 5. Juli  | Alexander Würtenberger             | deutscher Heimatdichter                                                                         | 78    |                                   |
| 6. Juli  | Rudolph Buchwald                   | deutscher katholischer Theologe                                                                 | 74    |                                   |
| 6. Juli  | Robert Kajanus                     | finnischer Dirigent und Komponist                                                               | 76    |                                   |
| 7. Juli  | Friedrich Buchsieb                 | deutscher Landwirt, Beamter und Politiker (NLP), MdR                                            | 77    |                                   |
| 7. Juli  | Georg von der Lippe                | deutscher Generalleutnant                                                                       | 67    |                                   |
| 7. Juli  | Raphael Ernst May                  | deutscher Wirtschaftspublizist                                                                  | 75    |                                   |
| 7. Juli  | Wilhelm Poeck                      | deutscher Schriftsteller                                                                        | 66    |                                   |
| 7. Juli  | Clarence von Rosen                 | schwedischer Reiter                                                                             | 29    |                                   |
| 7. Juli  | Mykola Skrypnyk                    | ukrainisch-sowjetischer Politiker, Vorsitzender des Ministerrates der Ukrainischen SSR (1918)   | 61    |                                   |
| 8. Juli  | Wilhelm Fahlbusch                  | deutscher Heizer und SA-Opfer                                                                   | 26    |                                   |
| 8. Juli  | Anthony Hope                       | englischer Rechtsanwalt und Autor                                                               | 70    |                                   |
| 8. Juli  | Wolf Friedrich von Kleist-Retzow   | deutscher Großgrundbesitzer, Verwaltungs- und Hofbeamter                                        | 64    |                                   |
| 8. Juli  | Carl Marx                          | deutscher Opernsänger (Bass) und Theaterregisseur                                               | 71    |                                   |
| 8. Juli  | Peter Molz                         | deutscher Gewerkschaftsfunktionär                                                               | 80    |                                   |
| 8. Juli  | Maximilian Wanner                  | deutscher Architekt                                                                             | 77    |                                   |
| 9. Juli  | Theodor Bickes                     | deutscher Politiker (DVP), MdR                                                                  | 64    |                                   |
| 9. Juli  | Franz Hofer                        | österreichischer Lehrer und Politiker (CSP), Landtagsabgeordneter, Abgeordneter zum Nationalrat | 58    |                                   |
| 10. Juli | Harold D. Arnold                   | US-amerikanischer Pionier der Vakuumröhren-Technik                                              | 49    |                                   |
| 10. Juli | Erwin Barth                        | deutscher Gartengestalter                                                                       | 52    |                                   |
| 10. Juli | Olof August Danielsson             | schwedischer Altphilologe, Epigraphiker und Etruskologe                                         | 80    |                                   |
| 10. Juli | Joseph Urban                       | österreichisch-amerikanischer Architekt, Illustrator, Bühnenbildner                             | 61    |                                   |
| 11. Juli | Jupp Messinger                     | deutscher Arbeiter                                                                              | 26    |                                   |
| 11. Juli | Carl Zarniko                       | deutscher HNO-Arzt                                                                              | 70    |                                   |
| 12. Juli | Julius Dicke                       | deutscher Architekt und kommunaler Baubeamter                                                   | 70    |                                   |
| 12. Juli | Ewald Dülberg                      | deutscher Maler und Holzschneider                                                               | 44    |                                   |
| 12. Juli | Elo Wilhelm Sambo                  | deutsch-kamerunischer Militärmusiker                                                            | 48    |                                   |
| 12. Juli | Edward Tennyson Reed               | britischer Karikaturist und Cartoonist                                                          | 73    |                                   |
| 13. Juli | Alexandre Laurendeau               | kanadischer Klarinettist, Oboist und Musikpädagoge                                              | 62    |                                   |
| 14. Juli | Hermann Beckmann                   | deutscher Ingenieur, Erfinder und Dozent                                                        | 59    |                                   |
| 14. Juli | Arnold Freymuth                    | deutscher Richter, Menschenrechtsaktivist, Politiker (SPD)                                      | 60    |                                   |
| 14. Juli | Raymond Roussel                    | französischer Schriftsteller                                                                    | 56    |                                   |
| 15. Juli | Emil Bürgin                        | Schweizer Elektrotechniker                                                                      | 84    |                                   |
| 15. Juli | Clement Dexter Child               | amerikanischer Physiker und Pädagoge                                                            | 65    | doi:10.1126/science.78.2026.377.a |
| 15. Juli | Clément-Maurice                    | französischer Regisseur                                                                         | 80    |                                   |
| 15. Juli | Richard Kallee                     | Stadtpfarrer von Feuerbach und Heimatforscher                                                   | 78    |                                   |
| 15. Juli | Freddie Keppard                    | US-amerikanischer Kornettist im frühen Jazz                                                     |       |                                   |
| 15. Juli | Franz Klingler                     | deutscher Politiker (SPD)                                                                       | 58    |                                   |
| 15. Juli | Karl Lanckoroński                  | österreichischer Kunstsammler, Archäologe und Denkmalpfleger                                    | 84    |                                   |
| 15. Juli | Waldemar Schapiro                  | Kaufmann und Widerstandskämpfer                                                                 | 40    |                                   |
| 16. Juli | Jean Blake Coulthard               | kanadische Pianistin und Musikpädagogin                                                         | 50    |                                   |
| 16. Juli | John Tudor Walters                 | britischer Politiker (Liberal Party), Mitglied des House of Commons                             |       |                                   |
| 16. Juli | William L. Ward                    | US-amerikanischer Politiker                                                                     | 76    |                                   |
| 16. Juli | Gustav Wendt                       | deutscher Lehrer und Politiker (DFP), MdR                                                       | 84    |                                   |
| 17. Juli | Steponas Darius                    | litauisch-US-amerikanischer Pilot                                                               |       |                                   |
| 17. Juli | Stasys Girėnas                     | litauisch-US-amerikanischer Pilot                                                               |       |                                   |
| 17. Juli | Friedrich von Kracht               | preußischer Offizier, zuletzt Generalleutnant                                                   | 89    |                                   |
| 17. Juli | Walter I. McCoy                    | US-amerikanischer Jurist und Politiker                                                          | 73    |                                   |
| 17. Juli | Wilhelm Schäfer                    | Landtagsabgeordneter Volksstaat Hessen                                                          | 36    |                                   |
| 17. Juli | Adolf Weisse                       | österreichischer Theaterschauspieler                                                            | 78    |                                   |
| 18. Juli | James Wheeler Davidson             | amerikanisch-kanadischer Journalist, Diplomat, Unternehmer und Entdecker                        | 61    |                                   |
| 18. Juli | Richard Gaede                      | deutscher Altphilologe und Gymnasiallehrer                                                      | 75    |                                   |
| 18. Juli | Gilbert N. Haugen                  | US-amerikanischer Politiker                                                                     | 74    |                                   |
| 18. Juli | Charles Prince                     | französischer Schauspieler                                                                      | 61    |                                   |
| 18. Juli | Franz Sedlacek                     | österreichischer Fußballspieler und -trainer                                                    | 40    |                                   |
| 18. Juli | Alexander Van Rensselaer           | US-amerikanischer Tennisspieler, Förderer der Princeton und der Drexel University               | 82    |                                   |
| 18. Juli | Karel Vaněk                        | tschechischer Schriftsteller                                                                    | 46    |                                   |
| 19. Juli | Andrei Jewgenjewitsch Belogrud     | russischer Architekt und Hochschullehrer                                                        |       |                                   |
| 19. Juli | Edwin S. Johnson                   | US-amerikanischer Politiker                                                                     | 76    |                                   |
| 19. Juli | Louis Kelterborn                   | Schweizer Komponist, Dirigent und Organist                                                      | 42    |                                   |
| 19. Juli | Friedrich Lesche                   | deutscher Politiker (SPD), MdR, MdHB, Konsumgenossenschafter und Vorstand Volksfürsorge         | 70    |                                   |
| 19. Juli | Robert Seidel                      | deutscher Pädagoge und Publizist, politisch in der Schweiz tätig                                | 82    |                                   |
| 20. Juli | Elisabeth von Anhalt               | Prinzessin von Anhalt und durch Heirat letzte Großherzogin von Mecklenburg-Strelitz             | 75    |                                   |
| 20. Juli | John Wesley Edward Bowen           | methodistischer Theologe                                                                        | 77    |                                   |
| 20. Juli | David Widhopff                     | französischer Maler, Plakatkünstler und Karikaturist                                            | 66    |                                   |
| 20. Juli | Olga Wohlbrück                     | österreichisch-deutsche Schauspielerin, Regisseurin und Autorin                                 | 68    |                                   |
| 21. Juli | Victor Gabriel Gilbert             | französischer Genremaler                                                                        | 86    |                                   |
| 21. Juli | Hermann Hermann                    | österreichischer Politiker (SdP), Landtagsabgeordneter, Abgeordneter zum Nationalrat            | 62    |                                   |
| 21. Juli | Anton Lehemeir                     | deutscher Fotograf, Uhrmacher, Bürgermeister und Politiker (SPD), MdR                           | 92    |                                   |
| 21. Juli | Max Senn                           | Schweizer Uhrmacher und Fußballspieler                                                          | 50    |                                   |
| 21. Juli | Manuel Torre                       | spanischer Flamenco-Sänger                                                                      | 54    |                                   |
| 22. Juli | Adolf Olland                       | niederländischer Schachmeister                                                                  | 66    |                                   |
| 22. Juli | Emery Walker                       | englischer Drucker und Typograph                                                                | 82    |                                   |
| 23. Juli | Luigi Abbiate                      | französischer Komponist und Cellist                                                             | 67    |                                   |
| 23. Juli | Robert Marlitz                     | Schauspieler, Radiosprecher und Hörspielregisseur                                               |       |                                   |
| 23. Juli | Ludwig von Schröder                | deutscher Admiral                                                                               | 79    |                                   |
| 23. Juli | Friedrich Schwarz                  | österreichischer Komponist und Textdichter                                                      | 38    |                                   |
| 24. Juli | Alfredo Helsby                     | chilenischer Maler                                                                              | 71    |                                   |
| 24. Juli | Robert Jacob Lewis                 | US-amerikanischer Politiker                                                                     | 68    |                                   |
| 24. Juli | Max von Schillings                 | deutscher Komponist, Dirigent und Theaterintendant                                              | 65    |                                   |
| 24. Juli | Henry Carter Stuart                | US-amerikanischer Politiker                                                                     | 78    |                                   |
| 24. Juli | Josef August Untersberger          | österreichischer Maler                                                                          | 68    |                                   |
| 25. Juli | Wilhelm Bröker                     | deutscher Landschaftsmaler und Zeichner                                                         | 85    |                                   |
| 25. Juli | Frank J. Cannon                    | US-amerikanischer Politiker der Republikanischen Partei                                         | 74    |                                   |
| 25. Juli | Henri Benoît Thuan Denis           | französischer römisch-katholischer Geistlicher und Klostergründer in Vietnam                    | 52    |                                   |
| 25. Juli | Gustav Embden                      | deutscher Biochemiker                                                                           | 58    |                                   |
| 25. Juli | Jakob Kukk                         | estnischer evangelisch-lutherischer Bischof                                                     | 62    |                                   |
| 25. Juli | Konrad Miller                      | deutscher katholischer Geistlicher, Naturwissenschaftler, Kartographiehistoriker                | 88    |                                   |
| 25. Juli | Arthur Muggridge                   | britischer Langstreckenläufer                                                                   | 28    |                                   |
| 25. Juli | Hermann Rieger                     | württembergischer Oberamtmann                                                                   | 69    |                                   |
| 26. Juli | Heinrich Günther                   | deutscher Arzt                                                                                  | 65    |                                   |
| 26. Juli | Louise Closser Hale                | US-amerikanische Theater- und Filmschauspielerin sowie Dramatikerin und Autorin                 | 60    |                                   |
| 26. Juli | Adolf Koepsel                      | deutscher Physiker                                                                              | 77    |                                   |
| 26. Juli | Emil Magnusson                     | schwedischer Diskuswerfer                                                                       | 45    |                                   |
| 26. Juli | Eduard Schütt                      | russisch-österreichischer Pianist, Dirigent, Komponist                                          | 76    |                                   |
| 27. Juli | Wenzel Kuhn                        | österreichischer Politiker (CSP), Abgeordneter zum Nationalrat                                  | 79    |                                   |
| 27. Juli | Mutō Nobuyoshi                     | japanischer Feldmarschall                                                                       | 65    |                                   |
| 27. Juli | Wenceslaus Straussfeld             | deutscher Seelsorger, Berater und Wahlkämpfer                                                   | 65    |                                   |
| 29. Juli | Austin Hall                        | amerikanischer Western-, Science-Fiction- und Fantasy-Autor                                     | 53    |                                   |
| 29. Juli | Otto Ruer                          | Oberbürgermeister von Bochum                                                                    | 54    |                                   |
| 29. Juli | Gerhard Schjelderup                | norwegischer Komponist und Cellist                                                              | 73    |                                   |
| 30. Juli | Theodor Hampe                      | deutscher Germanist und Kunsthistoriker, 2. Direktor des Germanischen Nationalmuseum            | 67    |                                   |
| 30. Juli | Michael Hierl                      | deutscher Politiker (SPD), MdR                                                                  | 64    |                                   |
| 31. Juli | Karl C. Schuyler                   | US-amerikanischer Politiker                                                                     | 56    |                                   |
|          | Heinrich Harms                     | Geograph und Lehrer                                                                             |       |                                   |
|          | José del Hierro                    | spanischer Geiger, Musikpädagoge und Komponist                                                  |       |                                   |

## August
| Tag        | Name                               | Beruf, bekannt als                                                                                       | Alter | Beleg |
| ---------- | ---------------------------------- | --- | ----- | ----- |
| 1. August  | Horst Brückner                     | sächsischer Generalmajor                                                                                 | 70    |       |
| 1. August  | Charles Darantière                 | französischer Karambolagespieler                                                                         | 68    |       |
| 1. August  | Sulejman Delvina                   | albanischer Politiker                                                                                    | 48    |       |
| 1. August  | Joachim von Levetzow               | deutscher Offizier, Gutsbesitzer, oldenburgischer Landtagsabgeordneter und Verbandsfunktionär            | 73    |       |
| 1. August  | August Lütgens                     | deutscher KPD-Funktionär, NS-Justizopfer                                                                 | 35    |       |
| 1. August  | Walter Möller                      | deutscher Widerstandskämpfer gegen den Nationalsozialismus                                               | 28    |       |
| 1. August  | Bruno Tesch                        | deutscher Widerstandskämpfer                                                                             | 20    |       |
| 1. August  | Marcel Ulrich                      | französischer Ingenieur und Politiker, Mitglied der Nationalversammlung                                  | 53    |       |
| 1. August  | Karl Wolff                         | deutscher Widerstandskämpfer gegen den Nationalsozialismus                                               | 21    |       |
| 2. August  | Otto Lemcke                        | deutscher Maler und Grafiker                                                                             | 41    |       |
| 2. August  | Else Meier                         | deutsche Politikerin (KPD), MdR                                                                          | 32    |       |
| 3. August  | Georg Eppenstein                   | deutscher Chemiker, Mordopfer der Köpenicker Blutnacht (parteilos)                                       | 65    |       |
| 3. August  | Adam Geibel                        | deutsch-amerikanischer Komponist, Songwriter, Orchesterleiter, Organist, Musikpädagoge und Musikverleger | 77    |       |
| 3. August  | Ludwig Maria Paly                  | Schweizer Dominikaner, Missionar, und Märtyrer                                                           | 37    |       |
| 3. August  | Dinko Šimunović                    | kroatischer Schriftsteller                                                                               | 59    |       |
| 3. August  | Peter Moore Speer                  | US-amerikanischer Politiker                                                                              | 70    |       |
| 3. August  | Otto Stapf                         | österreichischer Botaniker                                                                               | 76    |       |
| 3. August  | Bernard Evans Ward                 | britischer Maler, Kunstlehrer                                                                            |       |       |
| 4. August  | Stefan von Bogdándy                | ungarischer Arzt                                                                                         | 42    |       |
| 4. August  | Frank B. Klepper                   | US-amerikanischer Politiker                                                                              | 69    |       |
| 4. August  | Edward Roberts                     | britischer Konstrukteur                                                                                  | 88    |       |
| 4. August  | Anna Wambrechtsamer                | österreichisch-slowenische Schriftstellerin                                                              | 36    |       |
| 4. August  | Leopold van Werveke                | deutsch-luxemburgischer Geologe                                                                          | 80    |       |
| 5. August  | Karl Hagemeister                   | deutscher impressionistischer Maler                                                                      | 85    |       |
| 5. August  | Johann Jedinger                    | österreichischer Landwirt und Politiker (CS), Landtagsabgeordneter                                       | 71    |       |
| 5. August  | Anton Ohlig                        | deutscher Sektproduzent                                                                                  | 61    |       |
| 5. August  | Fritz Schulenburg                  | deutscher Arbeiter und Widerstandskämpfer                                                                | 38    |       |
| 6. August  | Hans von Below                     | deutscher Generalleutnant                                                                                | 71    |       |
| 6. August  | Hans Moral                         | deutscher Zahnmediziner                                                                                  | 47    |       |
| 6. August  | August Rikli                       | Schweizer Politiker und Arzt                                                                             | 69    |       |
| 7. August  | Felix Fechenbach                   | deutscher politischer Journalist und Dichter                                                             | 39    |       |
| 7. August  | Hans Fraungruber                   | österreichischer Dichter                                                                                 | 70    |       |
| 7. August  | Arnold Wurm                        | deutscher Verwaltungsjurist und Kommunalbeamter                                                          |       |       |
| 8. August  | Luca Beltrami                      | italienischer Architekt, Kunsthistoriker und Politiker, Mitglied der Camera                              | 78    |       |
| 8. August  | Otto Dieskau                       | Schulrektor                                                                                              | 89    |       |
| 8. August  | Giuseppe Ettore Viganò             | italienischer Generalleutnant, Politiker, Senator und Minister                                           | 90    |       |
| 9. August  | Simon Breu                         | deutscher Komponist und Musiklehrer                                                                      | 75    |       |
| 9. August  | Robert Grundmann                   | deutscher Jurist und Politiker                                                                           | 54    |       |
| 9. August  | Leopold Harris                     | deutscher Unternehmer und im November 1919 Polizeipräsident in Frankfurt am Main                         | 59    |       |
| 9. August  | Hans Krüger                        | deutscher Politiker der SPD                                                                              | 48    |       |
| 9. August  | Timur Beg                          | uigurischer Rebellenführer                                                                               |       |       |
| 10. August | Edmond Louis Dupain                | französischer Maler und Zeichenlehrer                                                                    | 86    |       |
| 10. August | Ludwig Neubeck                     | deutscher Dirigent und Komponist                                                                         | 51    |       |
| 11. August | Franz Peters                       | deutscher Politiker (SPD), MdR                                                                           | 44    |       |
| 12. August | John Calhoun Bell                  | US-amerikanischer Politiker                                                                              | 81    |       |
| 12. August | Franz Beutel                       | tschechoslowakischer Sozialpolitiker und Parlamentsabgeordneter                                          | 66    |       |
| 12. August | Leonhard Blum                      | deutscher Maler und Architekt                                                                            | 76    |       |
| 12. August | Philipp Bockenheimer               | Geheimer Sanitätsrat, Hochschullehrer für Chirurgie, Reiseschriftsteller                                 | 58    |       |
| 12. August | Anton Faist                        | österreichischer Priester, Musikwissenschaftler, Chordirigent und Komponist                              | 69    |       |
| 12. August | Helene von Frauendorfer-Mühlthaler | deutsche Malerin                                                                                         | 80    |       |
| 12. August | Alexandru Philippide               | rumänischer Romanist und Rumänist                                                                        | 74    |       |
| 12. August | Ernst Schiele                      | deutscher Industrieller des Heizungs- und Lüftungsanlagenbaus und Parlamentarier                         | 68    |       |
| 13. August | Paul Hillemacher                   | französischer Komponist und Pianist                                                                      | 80    |       |
| 13. August | Rudolf Hobohm                      | deutscher Ingenieur und kommissarischer Bürgermeister von Saarbrücken                                    | 74    |       |
| 13. August | Kanai Noburu                       | japanischer Wirtschaftswissenschaftler                                                                   | 68    |       |
| 13. August | Zdenko Lobkowitz                   | österreich-ungarischer Offizier und Prinz                                                                | 75    |       |
| 13. August | Hasan Bej Prishtina                | albanischer Politiker                                                                                    |       |       |
| 13. August | Heinrich Philipp Schmidt           | deutscher Landwirt und Abgeordneter                                                                      | 70    |       |
| 14. August | Ernst Karl Boy                     | deutscher Architekt                                                                                      | 40    |       |
| 14. August | Franz Koweindl                     | österreichischer Politiker                                                                               | 38    |       |
| 14. August | Maximilian Modde                   | deutscher Maler und Schriftsteller                                                                       | 71    |       |
| 14. August | Rafael Montoro y Valdés            | kubanischer Botschafter                                                                                  | 80    |       |
| 15. August | Arthur Büttner                     | deutscher Schriftsteller                                                                                 | 73    |       |
| 15. August | Albert Counson                     | belgischer Romanist                                                                                      | 53    |       |
| 15. August | Leonie Meyerhof                    | deutsche Schriftstellerin                                                                                | 75    |       |
| 15. August | Paul Suhr                          | deutscher Politiker (KPD), MdL                                                                           | 30    |       |
| 16. August | Gotthelf Bergsträßer               | deutscher Orientalist                                                                                    | 47    |       |
| 16. August | Arnold Breymann                    | deutscher Christlicher Archäologe und Lehrer                                                             | 66    |       |
| 16. August | Marc Elder                         | französischer Schriftsteller                                                                             | 48    |       |
| 16. August | Julius Hermann                     | deutscher Pädagoge und Amateurentomologe                                                                 | 76    |       |
| 17. August | Henri Bremond                      | französischer Literaturkritiker, Theologe und Schriftsteller                                             | 68    |       |
| 17. August | Samuel Fortier                     | US-amerikanischer Wasserbau-Ingenieur                                                                    | 78    |       |
| 17. August | Alfons Fritz                       | deutscher Lehrer, Lokalhistoriker, Schriftsteller und Theaterkritiker                                    |       |       |
| 17. August | Franz Lochmatter                   | Schweizer Bergsteiger und Bergführer                                                                     |       |       |
| 17. August | Eric Walter Powell                 | englischer Maler und Ruderer                                                                             | 47    |       |
| 18. August | Otto Ammann                        | Eisenbahn-Ingenieur                                                                                      | 54    |       |
| 18. August | Marie von Miller                   | deutsche Malerin, Ehefrau von Oskar von Miller                                                           | 72    |       |
| 18. August | James Williamson                   | britischer Filmpionier                                                                                   | 77    |       |
| 19. August | Gustl Kröner                       | deutscher Bergsteiger und Maler                                                                          | 25    |       |
| 19. August | Ludwig Staudenmaier                | deutscher Priester, Naturwissenschaftler und Esoteriker                                                  | 68    |       |
| 19. August | Anton Witek                        | tschechisch-deutscher Violinist, Konzertmeister und Musikpädagoge                                        | 61    |       |
| 20. August | Ferdinand von Beck                 | preußischer Generalleutnant                                                                              | 83    |       |
| 20. August | Gustaf Cederström                  | schwedischer Historienmaler                                                                              | 88    |       |
| 20. August | Joseph von Lauff                   | preußischer Oberstleutnant und Schriftsteller                                                            | 77    |       |
| 20. August | Mathilde Otto                      | deutsche Politikerin und Frauenrechtlerin                                                                | 57    |       |
| 20. August | Karl Zickler                       | böhmischer Elektrotechniker                                                                              | 72    |       |
| 21. August | Karl Fritzen                       | deutscher Jurist und Politiker (Zentrum), MdR                                                            | 89    |       |
| 21. August | Leon Lichtenstein                  | deutscher Mathematiker                                                                                   | 55    |       |
| 22. August | Franz Stenzer                      | deutscher Politiker (KPD), MdR und Widerstandskämpfer                                                    | 33    |       |
| 23. August | Marie Cahill                       | US-amerikanische Schauspielerin und Sängerin                                                             | 66    |       |
| 23. August | Karl Fricker                       | Schweizer Turnlehrer und Turnpionier                                                                     | 63    |       |
| 23. August | Otto Goldstein                     | deutscher Kaufmann und Politiker jüdischer Herkunft                                                      | 44    |       |
| 23. August | Michael Guhr                       | karpatendeutscher Arzt                                                                                   | 60    |       |
| 23. August | Adolf Loos                         | österreichischer Architekt und Architekturtheoretiker                                                    | 62    |       |
| 24. August | Wilhelm Dornseiff                  | deutscher Finanzbeamter und Politiker                                                                    | 89    |       |
| 24. August | Karl Elbs                          | deutscher Chemiker                                                                                       | 74    |       |
| 24. August | Otto Franz Gensichen               | deutscher Schriftsteller, Dramatiker und Publizist                                                       | 86    |       |
| 24. August | Rudolf Lange                       | deutscher Linguist und Japanologe                                                                        | 83    |       |
| 24. August | Julius Laska                       | österreichischer Schauspieler, Theaterdirektor und Regisseur                                             | 83    |       |
| 25. August | Ambrogio Maria Amèlli              | italienischer Theologe                                                                                   | 85    |       |
| 25. August | Heinrich Bandlow                   | deutscher Schriftsteller                                                                                 | 78    |       |
| 26. August | Artur Biedl                        | österreichischer Pathologe, Physiologe und Endokrinologe                                                 | 63    |       |
| 26. August | Sofija Jakowlewna Parnok           | russische Dichterin und Schriftstellerin                                                                 | 48    |       |
| 26. August | Reinhold Poss                      | deutscher Rennsportflieger und Jagdpilot                                                                 | 35    |       |
| 26. August | Paul Staudinger                    | deutscher Afrikareisender                                                                                | 74    |       |
| 27. August | August Lemmer                      | deutscher Maler                                                                                          | 71    |       |
| 27. August | Julien Van Campenhout              | belgischer Langstreckenläufer                                                                            |       |       |
| 27. August | Horst von Waldthausen              | deutsch-schweizerischer Automobilrennfahrer                                                              | 26    |       |
| 27. August | Henry Winfield Watson              | US-amerikanischer Politiker                                                                              | 77    |       |
| 28. August | Warren A. Bechtel                  | US-amerikanischer Bauunternehmer                                                                         | 60    |       |
| 28. August | Georges Hayem                      | französischer Internist und Hämatologe                                                                   | 91    |       |
| 28. August | Georgi Eduardowitsch Konjus        | russischer Komponist                                                                                     | 70    |       |
| 28. August | Karl Neisser                       | deutscher Schauspieler, Regisseur und Drehbuchautor                                                      | 51    |       |
| 28. August | Solly Smith                        | US-amerikanischer Boxer im Federgewicht                                                                  | 62    |       |
| 28. August | Cecilia Wentworth                  | amerikanisch-französische Malerin                                                                        |       |       |
| 29. August | Albert Baur                        | deutscher Chemiker und Erfinder                                                                          | 77    |       |
| 29. August | Gustav Hensel                      | deutscher Fußballspieler                                                                                 | 48    |       |
| 29. August | August Kirsimägi                   | estnischer Schriftsteller                                                                                | 27    |       |
| 29. August | Leopold Koppel                     | deutsch-jüdischer Bankier                                                                                | 78    |       |
| 30. August | Ada Leverson                       | englische Schriftstellerin                                                                               | 70    |       |
| 30. August | Joaquim Silvério de Souza          | brasilianischer Geistlicher                                                                              | 74    |       |
| 30. August | Ernst Springer                     | deutscher Verwaltungsbeamter                                                                             | 71    |       |
| 31. August | Henri Borel                        | niederländischer Schriftsteller                                                                          | 63    |       |
| 31. August | Paul Feine                         | deutscher evangelischer Theologe                                                                         | 73    |       |
| 31. August | Josef Jörger                       | Schweizer Arzt und Psychiater                                                                            | 72    |       |
| 31. August | Theodor Lessing                    | deutscher Philosoph und Publizist                                                                        | 61    |       |
| 31. August | Edmund G. McGilton                 | US-amerikanischer Politiker                                                                              | 74    |       |
| 31. August | Otto Claudius Sarwey               | deutscher Gynäkologe und Geburtshelfer                                                                   | 68    |       |
| 31. August | Stephan Wassilko von Serecki       | österreichischer Jurist                                                                                  | 64    |       |
|            | Georg Albertshofer                 | deutscher Bildhauer                                                                                      | 68    |       |
|            | Frederick Starr                    | US-amerikanischer Anthropologe                                                                           |       |       |

## September
| Tag           | Name                                               | Beruf, bekannt als                                                                                                 | Alter | Beleg |
| ------------- | -------------------------------------------------- | --- | ----- | ----- |
| 1. September  | Mathias Adlersflügel                               | österreichischer Industrieller und Politiker (CS), Abgeordneter zum Nationalrat                                    | 65    |       |
| 1. September  | Jack Donaldson                                     | australischer Leichtathlet                                                                                         | 47    |       |
| 1. September  | José Mercedes Ortega                               | chilenischer Maler                                                                                                 |       |       |
| 1. September  | Christian Schreiber                                | deutscher katholischer Bischof                                                                                     | 61    |       |
| 2. September  | * Hans Alexander                                   | deutscher politischer Aktivist                                                                                     | 43    |       |
| 2. September  | Hans Freiherr von Berlepsch                        | deutscher Ornithologe                                                                                              | 75    |       |
| 2. September  | Leonardo Bistolfi                                  | italienischer Künstler und Politiker                                                                               | 74    |       |
| 2. September  | Francesco De Pinedo                                | italienischer Flugpionier und Pilot der italienischen Luftwaffe                                                    | 43    |       |
| 2. September  | Friedrich Frey                                     | Kantonsarchivar und Heimatforscher                                                                                 | 66    |       |
| 2. September  | Gō Takezō                                          | japanischer Generalleutnant                                                                                        | 52    |       |
| 2. September  | Georges Leygues                                    | französischer Ministerpräsident und Außenminister                                                                  | 75    |       |
| 3. September  | Ernst Kühlbrandt                                   | siebenbürgischer Schriftsteller                                                                                    | 76    |       |
| 3. September  | George Mosson                                      | französisch-deutscher Maler und Zeichner und Gründungsmitglied der Berliner Secession                              | 82    |       |
| 3. September  | Ivo Pilar                                          | Jurist und Politiker                                                                                               | 59    |       |
| 3. September  | Jean Wilson                                        | Eisschnellläuferin                                                                                                 | 23    |       |
| 4. September  | Otto Baschin                                       | deutscher Geograph und Meteorologe                                                                                 | 68    |       |
| 4. September  | John Gillespie                                     | schottischer Fußballspieler                                                                                        | 62    |       |
| 4. September  | Florence Klingensmith                              | US-amerikanische Flugpionierin                                                                                     | 29    |       |
| 4. September  | Waldemar Osterloff                                 | deutscher Architekt                                                                                                | 75    |       |
| 5. September  | Pjotr Ionowitsch Baranow                           | sowjetischer Offizier und Politiker, zuletzt Oberbefehlshaber der Luftstreitkräfte der Sowjetunion (1924–1931)     | 40    |       |
| 5. September  | Carl von Behr                                      | preußischer Politiker, Rittergutsbesitzer in der Provinz Pommern                                                   | 68    |       |
| 5. September  | Sergei Petrowitsch Gorbunow                        | russischer Luftfahrtingenieur                                                                                      | 31    |       |
| 5. September  | Clay M. Greene                                     | US-amerikanischer Dramatiker, Librettist, Lyriker und Journalist                                                   | 83    |       |
| 5. September  | Iwaya Sazanami                                     | japanischer Autor                                                                                                  | 63    |       |
| 5. September  | Eugen Kozak                                        | Bukowiner Kirchenslawist und Landeshistoriker                                                                      | 75    |       |
| 6. September  | Jerzy Baworowski                                   | polnischer Politiker, Mitglied des Sejm                                                                            | 75    |       |
| 6. September  | Hermann Fischer                                    | österreichischer Politiker (SdP), Abgeordneter zum Nationalrat                                                     | 56    |       |
| 6. September  | Wladimir Sergejewitsch Gulewitsch                  | russischer Biochemiker                                                                                             | 65    |       |
| 7. September  | Max Adalbert                                       | deutscher Theater- und Filmschauspieler                                                                            | 58    |       |
| 7. September  | Edward Grey                                        | britischer Politiker, Außenminister                                                                                | 71    |       |
| 8. September  | Berthold von Biedermann                            | deutscher Offizier und Schriftsteller                                                                              | 82    |       |
| 8. September  | Robert Chesebrough                                 | englischer Chemiker und Erfinder                                                                                   | 96    |       |
| 8. September  | Karl Ebel                                          | deutscher Historiker und Bibliothekar                                                                              | 64    |       |
| 8. September  | Faisal I.                                          | Herrscher in Irak und Syrien                                                                                       | 50    |       |
| 8. September  | Theodor Fritsch                                    | deutscher Publizist antisemitischer Schriften und Politiker, MdR                                                   | 80    |       |
| 8. September  | Paul König                                         | deutscher Kapitän                                                                                                  | 66    |       |
| 9. September  | Friedrich Fülleborn                                | deutscher Mediziner                                                                                                | 66    |       |
| 9. September  | William Squire Kenyon                              | US-amerikanischer Politiker und Jurist                                                                             | 64    |       |
| 9. September  | Salomon Leibowitsch                                | staatenloses NS-Opfer                                                                                              | 48    |       |
| 9. September  | Emil May                                           | deutscher Wasserbauinspektor                                                                                       | 82    |       |
| 10. September | Baconin Borzacchini                                | italienischer Automobilrennfahrer                                                                                  | 34    |       |
| 10. September | Giuseppe Campari                                   | italienischer Automobilrennfahrer                                                                                  | 41    |       |
| 10. September | Stanisław Czaykowski                               | polnischer Automobilrennfahrer                                                                                     | 34    |       |
| 10. September | Koga Harue                                         | japanischer Maler im Yōga-Stil                                                                                     | 38    |       |
| 10. September | Kurt Perels                                        | deutscher Jurist und Richter, Hochschullehrer in Greifswald und Hamburg                                            | 55    |       |
| 10. September | Lauritz Andersen Ring                              | dänischer Figuren-, Genre-, Landschafts-, Bildnismaler, Zeichner und Keramiker                                     | 79    |       |
| 10. September | Heinrich Witte                                     | deutscher Schauspieler                                                                                             | 45    |       |
| 11. September | Max Alsberg                                        | deutscher Strafverteidiger und Schriftsteller                                                                      | 55    |       |
| 11. September | Jules Clévenot                                     | französischer Schwimmer und Wasserballspieler                                                                      | 58    |       |
| 11. September | Edmund Forster                                     | deutscher Psychiater                                                                                               | 55    |       |
| 11. September | Carl Hauptmann                                     | deutscher Verleger und Schriftsteller                                                                              | 80    |       |
| 11. September | Wilhelm Prausnitz                                  | deutscher Hygieniker                                                                                               | 72    |       |
| 11. September | Franz Stupp                                        | deutscher Jurist und Politiker (Zentrum), MdR                                                                      | 71    |       |
| 12. September | Reinhold Muchow                                    | deutscher NS-Sozialpolitiker                                                                                       | 27    |       |
| 12. September | Leonard James Rogers                               | britischer Mathematiker                                                                                            | 71    |       |
| 13. September | Ferdinand Ebeling                                  | deutscher Landwirt                                                                                                 | 54    |       |
| 13. September | Hugo Haase                                         | deutscher Karussellbauer                                                                                           | 76    |       |
| 13. September | Theodor Rocholl                                    | deutscher Maler, Grafiker und Schriftsteller                                                                       | 79    |       |
| 14. September | Friedrich Georg Knöpfke                            | deutscher Rundfunkpionier; erster Direktor der Funk-Stunde Berlin                                                  | 59    |       |
| 14. September | John Merriman Reynolds                             | US-amerikanischer Politiker                                                                                        | 85    |       |
| 15. September | Harald Bielfeld                                    | deutscher Politiker (DDP)                                                                                          | 70    |       |
| 15. September | Hugo Dominik                                       | deutscher Vizeadmiral                                                                                              | 61    |       |
| 15. September | Max Hoelz                                          | deutscher kommunistischer Politiker                                                                                | 43    |       |
| 15. September | Israel Meir Kagan                                  | orthodoxer Rabbiner                                                                                                | 95    |       |
| 15. September | Ernst Putz                                         | deutscher Politiker (parteilos, KPD), MdR                                                                          | 37    |       |
| 16. September | Robert Albert                                      | deutscher Redakteur und Manager                                                                                    | 56    |       |
| 16. September | Sam Aaron Baker                                    | US-amerikanischer Politiker, Gouverneur von Missouri                                                               | 58    |       |
| 16. September | Mohammad Wali Darwazi                              | afghanischer Diplomat und Politiker                                                                                |       |       |
| 16. September | Friedrich Ernst Fehsenfeld                         | deutscher Verleger                                                                                                 | 79    |       |
| 16. September | Arnold Marc Gorter                                 | niederländischer Landschaftsmaler und Zeichner                                                                     | 66    |       |
| 16. September | Raffaele Scapinelli di Leguigno                    | italienischer Geistlicher, Kurienkardinal der römisch-katholischen Kirche                                          | 75    |       |
| 16. September | Rudolf Sendtner                                    | deutscher Alpinist und Lebensmittelchemiker                                                                        | 80    |       |
| 17. September | Robert Romanowitsch Bach                           | russischer Bildhauer und Hochschullehrer                                                                           | 74    |       |
| 17. September | Jules Culot                                        | französischer Glaskünstler                                                                                         | 71    |       |
| 17. September | Karl Gottsbacher                                   | österreichischer Fossiliensammler                                                                                  | 81    |       |
| 17. September | Felix Hoesch                                       | deutscher Landwirt, Gutsbesitzer und Politiker (Deutschkonservative Partei, DNVP), MdR                             | 67    |       |
| 18. September | Arthur Brocke                                      | deutscher Bauingenieur, Beigeordneter der Stadt Mülheim an der Ruhr                                                | 49    |       |
| 18. September | Edwin B. Brooks                                    | US-amerikanischer Politiker                                                                                        | 64    |       |
| 18. September | Albert von Caron                                   | deutscher Landwirt und Bodenbakteriologe                                                                           | 80    |       |
| 18. September | Ernst Jessen                                       | deutscher Zahnarzt und Privatdozent                                                                                | 74    |       |
| 18. September | Stéphen Pichon                                     | französischer Politiker und Journalist                                                                             | 76    |       |
| 18. September | Julius Vosseler                                    | deutscher Zoologe und Zoodirektor                                                                                  | 71    |       |
| 18. September | Annemarie Weis                                     | Schweizer Volkskundlerin                                                                                           | 56    |       |
| 18. September | Armand Weiser                                      | österreichischer Architekt und Fachschriftsteller                                                                  | 45    |       |
| 19. September | Nikolaus Osterroth                                 | deutscher Politiker (SPD), Mitglied der Nationalversammlung 1919 und Mitglied des Preußischen Landtags (1921–1933) | 58    |       |
| 19. September | Hermann Scheffler                                  | deutscher Kommunalpolitiker (KPD), Stadtverordneter von Berlin                                                     | 40    |       |
| 19. September | Fritz Solmitz                                      | sozialdemokratischer Politiker, Jurist und Journalist                                                              | 39    |       |
| 20. September | Otto Bamberger                                     | deutscher Kaufmann und Unternehmer                                                                                 | 48    |       |
| 20. September | Annie Besant                                       | britische Frauenrechtlerin, Theosophin und Autorin                                                                 | 85    |       |
| 20. September | Philipp Harjes                                     | deutscher Unternehmer und Mäzen                                                                                    | 73    |       |
| 20. September | Leo Jehuda Hirschfeld                              | deutscher Rabbiner                                                                                                 | 66    |       |
| 20. September | Albrecht Höhler                                    | deutscher Attentäter                                                                                               | 35    |       |
| 20. September | Hans Marckwald                                     | deutscher sozialistischer Politiker und Gewerkschafter                                                             | 59    |       |
| 20. September | Heinrich Gisbert Voigt                             | deutscher Theologe, Kirchen- und Regionalhistoriker                                                                | 73    |       |
| 21. September | Vilhelm Andersson                                  | schwedischer Schwimmer und Wasserballspieler                                                                       | 42    |       |
| 21. September | Alfred Clottu                                      | Schweizer Politiker (LPS)                                                                                          | 62    |       |
| 21. September | Deng Zhongxia                                      | Mitbegründer der Kommunistischen Partei Chinas                                                                     |       |       |
| 21. September | Alfred Leopold                                     | österreichischer Kurarzt                                                                                           | 81    |       |
| 21. September | Max Manitius                                       | deutscher Historiker                                                                                               | 75    |       |
| 21. September | Miyazawa Kenji                                     | japanischer Dichter                                                                                                | 37    |       |
| 21. September | Eduard Daniël van Oort                             | niederländischer Biologe                                                                                           | 56    |       |
| 22. September | Chen Jiongming                                     | chinesischer Gouverneur                                                                                            | 55    |       |
| 22. September | Gertrud Piter                                      | deutsche Kommunistin                                                                                               | 34    |       |
| 23. September | György Ede Almásy von Zsadány und Törökszentmiklós | ungarischer Forschungsreisender                                                                                    | 66    |       |
| 23. September | Rolf Axen                                          | kommunistischer Funktionär und Opfer des Nationalsozialismus                                                       | 21    |       |
| 23. September | Gotthilf Hitzler                                   | deutscher Redakteur, Ministerialbeamter und Politiker (SPD)                                                        | 51    |       |
| 23. September | Lynn Hornor                                        | US-amerikanischer Politiker                                                                                        | 58    |       |
| 23. September | Sime Silverman                                     | US-amerikanischer Zeitungsverleger                                                                                 | 60    |       |
| 23. September | Henrik Gustaf Söderbaum                            | schwedischer Chemiker                                                                                              | 71    |       |
| 24. September | William Murray Black                               | US-amerikanischer Generalmajor des Corps of Engineers                                                              | 77    |       |
| 24. September | Ferdinand Bonn                                     | deutscher Schauspieler, Bühnenautor und Theaterleiter                                                              | 71    |       |
| 24. September | Paul Halke                                         | deutscher Jurist und Präsident der Eisenbahndirektion Breslau                                                      |       |       |
| 25. September | Paul Ehrenfest                                     | österreichischer Physiker                                                                                          | 53    |       |
| 25. September | Hermann von Rampacher                              | württembergischer General der Infanterie                                                                           | 79    |       |
| 25. September | Arthur Seligman                                    | US-amerikanischer Politiker                                                                                        | 60    |       |
| 26. September | Emerich Ambros                                     | ungarischer Klempner, NS-Opfer                                                                                     | 37    |       |
| 26. September | Franz Bracht                                       | deutscher Jurist und Politiker (Zentrum, später parteilos), Oberbürgermeister von Essen, Reichsminister            | 55    |       |
| 26. September | Charles Landon Knight                              | US-amerikanischer Politiker                                                                                        | 66    |       |
| 27. September | Zaida Ben-Yusuf                                    | US-amerikanische Fotografin                                                                                        | 63    |       |
| 27. September | Mario Pasquale Costa                               | italienischer Komponist, Pianist und Tenor                                                                         | 75    |       |
| 27. September | Ring Lardner                                       | US-amerikanischer Sportreporter und Schriftsteller                                                                 | 48    |       |
| 27. September | B. H. Roberts                                      | US-amerikanischer Politiker                                                                                        | 76    |       |
| 27. September | Kamini Roy                                         | bengalische Dichterin, Sozialarbeiterin und Feministin                                                             | 68    |       |
| 27. September | Robert E. Lee Wilson                               | amerikanischer Unternehmer                                                                                         | 68    |       |
| 28. September | James William Collier                              | US-amerikanischer Politiker                                                                                        | 61    |       |
| 28. September | Wilhelm von Maltzan                                | deutscher Rittergutsbesitzer und Politiker, MdR                                                                    | 79    |       |
| 28. September | George Robert Stow Mead                            | englischer Autor, Theosoph und Gründer der Quest Society                                                           | 70    |       |
| 28. September | Friedrich Weidig                                   | deutscher Maler | 74    |       |
| 28. September | Anton Zgraggen                                     | Schweizer Politiker                                                                                                | 60    |       |
| 29. September | Georges Lemaire                                    | belgischer Radrennfahrer                                                                                           | 28    |       |
| 29. September | Martha Muchow                                      | deutsche Pädagogische Psychologin                                                                                  | 41    |       |
| 29. September | Jakob Müller                                       | Schweizer Politiker (Katholisch-Konservative)                                                                      | 64    |       |
| 29. September | Max Walthard                                       | Schweizer Gynäkologe                                                                                               | 66    |       |
|               | Heinrich Hebting                                   | badischer Beamter                                                                                                  | 68    |       |
|               | Josef Klein                                        | österreichischer Geiger                                                                                            |       |       |
|               | Wilhelm Wallbaum                                   | deutscher Gewerkschafter und Politiker (CSP, DNVP), MdPrA, MdNV                                                    | 57    |       |